# Варзазат
Варзаза́т (араб. ورزازات‎, бербер. ⵡⴰⵔⵣⴰⵣⴰⵜ / Warzazat) — город в Марокко в области Сус-Масса-Драа, административный центр одноимённой провинции. Население около 38 тыс. человек.
Название города происходит от берберской фразы «без шума» или «без путаницы».
Город расположен неподалёку от Атласских гор и реки Дра.

## История
Город Варзазат был некогда всего лишь небольшим пропускным пунктом, который посещали африканские торговцы на пути в Европу. В колониальный период Варзазат был значительно расширен.
На окраине города находится цитадель (касба) Таурирт (تاوريرت), принадлежащая роду Эль-Хаузи. Сейчас касба открыта для входа посетителей.
В 1928 году на месте поселения был основан город по инициативе французской колониальной администрации. В городе дислоцировался Иностранный Легион.
Тами Эль-Хаузи, последний политически активный представитель рода Хаузи, в начале XX века сотрудничал с французской администрацией, а во время борьбы за независимость стал одним из лидеров, занял на некоторое время Марракеш и провозгласил себя пашой, он неудачно пытался возвести на трон Мохаммеда V. Тами Эль-Хаузи умер в 1955 году.
Ныне в городе размещена одна из крупнейших киностудий в мире — Atlas Studios. С участием этой студии снимались многие известные фильмы: «Астерикс и Обеликс: Миссия «Клеопатра»», «Лоуренс Аравийский», «Гладиатор», «Александр», «Человек, который хотел стать королём» (см. также Список фильмов, снятых в Марокко).
В 2016 году неподалёку от города Варзазат король Марокко Мохаммед VI открыл первую секцию «Нур 1» солнечной станции «Уарзазат», которая вырабатывает 160 мегаватт энергии, а после подключения секций «Нур 2» и «Нур 3» станет крупнейшей в мире и сможет производить 580 мегаватт электроэнергии.

## Климат
| Показатель                                          | Янв. | Фев. | Март | Апр. | Май  | Июнь | Июль | Авг. | Сен. | Окт. | Нояб. | Дек. | Год   |
| --------------------------------------------------- | ---- | ---- | ---- | ---- | ---- | ---- | ---- | ---- | ---- | ---- | ----- | ---- | ----- |
| Абсолютный максимум, °C                             | 16,6 | 19,3 | 22,2 | 25,1 | 29,6 | 34,1 | 37,8 | 37,0 | 32,2 | 26,5 | 20,4  | 16,7 | 37,8  |
| Средняя температура, °C                             | 9,3  | 11,9 | 14,8 | 17,6 | 21,7 | 25,9 | 29,5 | 28,8 | 24,6 | 19,4 | 13,7  | 9,5  | 18,9  |
| Абсолютный минимум, °C                              | 1,9  | 4,5  | 7,4  | 10   | 13,8 | 17,7 | 21,3 | 20,7 | 17,1 | 12,3 | 6,9   | 2,4  | 1,9   |
| Норма осадков, мм                                   | 13   | 13   | 7,4  | 7,4  | 7    | 2,1  | 1,4  | 5,1  | 13,3 | 13,4 | 19,3  | 9,7  | 112,2 |
| Источник: Climatological Information for Ouarzazate |      |      |      |      |      |      |      |      |      |      |       |      |       |

## Города-партнёры
- Мобёж, Франция
- Голливуд, США
- Касабланка, Марокко